# The Legend of Heroes: Trails of Cold Steel – Northern War
The Legend of Heroes: Trails of Cold Steel – Northern War (The Legend of Heroes 閃の軌跡 Northern War, The Legend of Heroes Sen no Kiseki Northern War, lit: 'La llegenda dels herois: traces d'acer – La Guerra del Nord ') és un anime japonès que s'estrenarà pròximament basat en Trails, una franquícia de videojocs de Nihon Falcom. Està produït per Tatsunoko Production i té previst estrenar-se el 6 de gener de 2023 a DMM TV i altres canals de difusió. La sèrie està llicenciada per Crunchyroll.

## Premissa
The Legend of Heroes: Trails of Cold Steel – Northern War cobreix la Guerra del Nord, una guerra entre Erebònia i Nord-Àmbria, que va tenir lloc durant el salt temporal entre els videojocs Trails of Cold Steel II i III. Per tant, és una interqüela.
Se centra en la Lavian Winslet, una nena nascuda a Nord-Àmbria, un país pobre al nord-oest del continent de Zemúria. S'allista als Jaegers del Nord, el cos de mercenaris més gran de Zemúria per protegir la seva ciutat natal, alhora que mira de diferenciar-se del seu avi, en Vlad, l'heroi renunciat que va trair el seu país. Abans de l'inici de l'anime, la Lavian crea un escamot amb en Martin S. Robinson, la Iseria Frost i en Talion Drake per recollir informació sobre l'"Heroi de l'Imperi" en una missió secreta a Erebònia, un país imperialista al sud. L'existència d'aquest heroi suposa una amenaça nacional al seu país.

## Personatges
Lavian Winslet (ラヴィアン・ウィンスレット, Ravian Winsuretto)
Veu: Makoto Koichi  (japonès)
És la néta d'un heroi d'Àmbria del Nord, Vlad Winslet. Va néixer i es va criar a la nació més pobre de Zemúria, Nord-Àmbria. Després de la "traïció" del seu avi, la Lavian s'ofereix voluntària per servir al cos dels Jaegers del Nord.
Martin S. Robinson (マーティン・S・ロビンソン, Mātin S. Robinson)
Veu: Yuichi Nakamura  (japonès)
En Martin és un lluitador veterà dels Jaegers del Nord. A la sèrie fa de coordinador de l'escamot de la Lavian Winslet, la Iseria Frost i en Talion Drake.
Iseria Frost (イセリア・フロスト, Iseria Furosuto)
Veu: Sarah Emi Bridcutt  (japonès)
És un expert en armes orbals i és una franctiradora hàbil.
Talion Drake (タリオン・ドレイク, Tarion Doreiku)
Veu: Yūki Ono  (japonès)
En Talion és membre dels Jaegers del Nord, destaca en el combat cos a cos per la seva força.
Glark Grommash (グラーク・グロマッシュ, Gurāku Guromasshu)
Veu: Haruhiko Jō  (japonès)
En Glark és el cap dels Jaegers del Nord. Va ser un dels herois que va dur Nord-Àmbria a la revolució i va portar la pau, i també va ajudar a fundar els Jaegers del Nord.
Jayna Storm (ジェイナ・ストーム, Jeina Sutōmu)
Veu: Mie Sonozaki  (japonès)
La Jayna és la vicecapitana dels Jaegers del Nord, deu el seu rang al fet que en Glark Grommash descobrís el seu talent.
Rogan Mugart (ローガン・ムガート, Rōgan Mugāto)
Veu: Takayuki Kondo  (japonès)
En Rogan és considerat el nou heroi de l'estat. Dirigeix la "Unitat Fenomen", que es consideren radicals. Està insatisfet amb l'estat del corrupte parlament de Nord-Àmbria i amb el lideratge d'en Glark Grommash.
Rean Schwarzer (リィン・シュバルツァー, Rin Shubarutsā)
Veu: Koki Uchiyama  (japonès)
Protagonista de The Legend of Heroes: Trails of Cold Steel
Valimar (ヴァリマール, Varimāru)
El Paladí Diví d'en Rean. Aquest mecha personal té intel·ligència, dels quals només n'existeixen set.
Altina Orion (アルティナ・オライオン, Arutina Oraion)
Veu: Inori Minase  (japonès)
La companya homuncle d'en Rean. L'acompanya en les seves missions després que el canceller d'Erebònia l'hi assignés al final de la guerra civil.

## Llista d'episodis
| Núm. | Títol                                                                                 | Direcció                     | Guió             | Data d'emissió original |
| ---- | ------------------------------------------------------------------------------------- | ---------------------------- | ---------------- | ----------------------- |
| 1    | Vostra mercè... l'heroi del crepuscle 誰そ彼は...... 黄昏の英雄                       | Yusaku Saotome               | Chika Suzumura   | 6 de gener de 2023      |
| 2    | Reunió entre forces obscures 集いし不快な漆黒                                         | Kazuki Yokouichi             | Chika Suzumura   | 13 de gener de 2023     |
| 3    | Invitació a la ciutat portuària sumida en la foscor 闇に覆われた紺碧への招待          | Fumihiro Ueno                | Shinsuke Onishi  | 20 de gener de 2023     |
| 4    | Fent miques el cristall blau 青い結晶の打ち解け                                       | Makoto Sokuza                | Masaki Hiramatsu | 27 de gener de 2023     |
| 5    | Al final d'un viatge cendrós 灰色の旅の果てに                                         | Yusaku Saotome               | Chika Shizumura  | 3 de febrer de 2023     |
| 6    | Records encesos de carmesí 紅蓮に燃えさかりし記憶                                     | Kazuki Yokouchi              | Shinsuke Onishi  | 10 de febrer de 2023    |
| 7    | La veritat recoberta de plom 重ね塗られた鉛色の真実                                   | Hidehiko Kadota              | Masaki Hiramatsu | 17 de febrer de 2023    |
| 8    | El moment decisiu: el castell pàl·lid 決意の間、白茶けた城下                          | Shigeki Awai                 | Mao Emura        | 24 de febrer de 2023    |
| 9    | La maledicció pàl·lida interminable d'un destí ja escrit 命運尽きて尚果てぬ蒼白な呪い | Hidekazu Sato, Yano Takanori | Shinsuke Onishi  | 3 de març de 2023       |
| 10   | La flaire de les espigues i l'argent de la restauració 穗の香が導く再起の銀           | Fumihiro Ueno                | Masaki Hiramatsu | 10 de març de 2023      |
| 11   | El Paladí Diví aterra al plom 騎神、鈍色へ降り立つ                                    | Yusaku Saotome               | Mao Emura        | 17 de març de 2023      |
| 12   | Tenyit de blanc pur 真白に染まる                                                      | Ken Ando                     | Mao Emura        | 24 de març de 2023      |